# Інородець
Іноро́дці (рос. инородцы) — особлива категорія підданих в рамках права Російської імперії. У законодавстві Російської імперії терміном інородці визначали підвладні царському уряду національні групи, племена і народності з особливим правовим статусом.
Неформально слово «інородці» використовувалося, часто зі зневажливими відтінком, для позначення всього неросійського населення імперії.

## Правовий статус
Правовий статус визначався «Статутом про управління інородців» (1822), «Зводом законів про стани» (1876), Положенням про інородців (1892), положеннями та правилами про управління окремими областями, та деякими іншими нормативними актами. Згідно з ними інородцями, зокрема, вважалися самоїди Архангельської губернії, калмики, які кочували в Астраханській і Ставропольській губерніях, сибірські киргизи, буряти, якути, хакаси, ногайці, кочові і бродячі народи Сибіру, Казахстану і Закавказзя, євреї та деякі ін.
Першим законодавчим актом про інородців став «Статут про управління інородців», виданий 1822 року. Він, разом зі «Статутом про сибірських киргизів» (1822) визначив систему управління неслов'янськими народами Сибіру.
Більшість його положень діяла аж до  Лютневої революції 1917 року.
Статут про управління інородцями був складений М. М. Сперанським після його експедиції для вивчення стану Сибіру з допомогою Г. С. Батенькова. Статут поділяв інородців на «осілих», «кочових» і «бродячих» і відповідно до цього поділу визначав їх адміністративний і правовий статус.
Упродовж століть в Російської імперії склалося своєрідне внутрішнє право російських інородців (інородницьке право), засноване на нормах звичаєвого права.

## Категорії
Інородцями не ставали, ними народжувалися. Інородці поділялися на категорії: кочові, бродячі та осілі. Осілі інородці зрівнювалися в правах і в порядку управління з корінним населенням, а кочові та бродячі інородці нарівні із сільськими жителями утворювали окремий стан, який мав власну своєрідну систему управління. Статус кочових і бродячих народів був в основному схожим: вони користувалися, хоч і з певними відмінностями, одними й тими ж правами, особливістю яких була наявність для них деяких пільг з відбування державних повинностей (військових, грошових тощо). Вони мали своє окреме управління. Так, інородницьке населення Туркестанського краю адміністративно поділялося на волості, осіле — на сільські, кочівники — на аульні громади. Органами управління в них були відповідно сільс. схід або аульний з'їзд, волосний з'їзд виборних, волосний правитель, якого призначав губернатор; діяли також народні суди.
Сибірські кочові інородці в адміністративному відношенні поділялися на стійбища або улуси, в основі управління якими лежав принцип родового управління й які мали в управлінні своїх старост, виборних засідателів, степові думи і голів, головних родоначальників, яких затверджував губернатор або генерал-губернатор. Ними управляли інородні управи (1822—1901), які діяли на основі Статуту про сибірських киргизів (1822 року) та Статуту про управління інородців (1822 року). Свої особливості в управлінні мали також калмики, що в адміністративному відношенні поділялися на кибитки, хотони, аймаки та улуси, де органами управління були відповідні сходи. Всі інородці переважно перебували у підпорядкуванні Міністерства державних маєтностей, а киргизи Внутрішньої орди — Міністерства внутрішніх справ.
Розряди інородців на той час розділялися на дві категорії: жидів і східних інородців. Найістотніша відмінність між ними полягала в тому, що приналежність до жидів була обумовленою не лише походженням, але й релігією. Тому жид, який прийняв християнство, переставав згідно із законом вважатися жидом і інородцем.

## Правовий статус євреїв
Правовий статус євреїв відзначався обмежувальним характером. Цей статус обумовлювався не тільки національною належністю, а й віросповіданням. Закон вимагав від жидів приписки до одного із встановлених у державі станів, скажімо, купецького, цехового, міщанського, інакше з ними поводилися як із бродягами. Жиди повинні були мешкати в спеціально відведених для них місцевостях (смуга осілості, поза межами якої дозволялося перебувати лише тимчасово). Ця смуга проходила по територіях західних та південно-західних губерній Російській імперії. Хоча постанови з цього питання не мали абсолютної сили, закон (Статут про паспортну систему 1903 року) визначав, в яких саме губерніях жидам дозволялося жити. Зокрема, на території України це були Волинська, Подільська, Полтавська, Катеринославська, Таврійська, Херсонська, Чернігівська та Київська (крім м. Київ) губернії. Тимчасовими правилами (1882 року) жидам було заборонено й у смузі осілості мешкати поза містами й містечками. Кожен жид обов'язково мав зберігати за собою без зміни успадковане або на основі закону прийняте прізвище, в усіх публічних актах вживати російську мову. Встановлювалися певні квоти прийому євреїв до вищих навчальних закладів.